# 坂井市立坂井中学校
坂井市立坂井中学校（さかいしりつ さかいちゅうがっこう）は、福井県坂井市にある市立中学校。通称は「坂中（さかちゅう）」。

## 概要
- 校訓
  - 誠実　創造　協和　錬磨
- 教育目標
  - 誠実　勉学やしごとに誠実に励む自立心に富んだ生徒の育成
  - 創造　国際的視野を持ち活力ある社会を創造する郷土愛に満ちた生徒の育成
  - 協和　豊かな感性を持ち協調性に富む生徒の育成
  - 錬磨　心身ともに健康で苦難に負けないたくましさを持った生徒の育成
- めざす生徒像
  - よく考え　心豊かで　何事にも全力で取り組む生徒

## 生徒数
- 平成26年度 計458名
  - 第1学年 142名
  - 第2学年 140名
  - 第3学年 176名

## 沿革
- 1947年5月1日 -	東十郷村立東十郷中学校、大関村立大関中学校、兵庫村立兵庫中学校、木部村立木部中学校、大石村立大石中学校が設立される
- 1948年6月28日 -  福井地震より校舎倒壊の被害を受ける
- 1949年4月1日 - 東十郷中学校、大関中学校が統合し、東十郷村大関村組合立十郷中学校が設立
- 1950年7月1日 - 兵庫中学校が十郷中学校に統合される
- 1950年9月25日 - 木部中学校、大石中学校が統合し、木部村大石村組合立竜東中学校が設立
- 1955年3月31日 - 大石村と春江町が合併し、木部村春江町組合立竜東中学校と改称
- 1955年9月26日 - 十郷中学校が坂井村立坂井中学校と改称
- 1955年12月23日 -竜東中学校校歌制定
- 1956年9月30日 - 木部村が坂井村に編入。坂井村春江町組合立竜東中学校と改称
- 1957年12月2日 - 坂井中学校校歌制定
- 1962年4月30日 - 坂井村春江町組合立中学を廃し坂井町立竜東中学校を設置
- 1967年9月1日 - 坂井中学校と竜東中学校を統合し、坂井町立坂井中学校を設置
- 1973年10月12日 - 視聴覚教育研究指定校、学校放送研究実践校としてNHK、福井県、視聴覚研究会より研究発表
- 1974年4月1日 - 県学校安全教育研究の指定をうける（福井県・日本学校安全会）
- 1976年7月4日 - 学校安全教育研究発表会開催
- 1976年10月12日 - 交通安全の研究推進で福井県支部長より表彰
- 1976年11月13日 - 学校安全教育文部大臣賞受賞
- 1979年4月1日 - 文部省により「道徳教育協同推進校」指定 （2年）
- 1980年10月31日 - 「道徳教育協同推進校」発表会開催
- 1982年4月 - 福井県統計教育研究指定
- 1983年4月 - 福井県教育委員会「生徒指導実践研究校」指定
- 1984年4月 - 福井県教育委員会「明日を開く力づくり研究校」指定
- 1988年4月1日 - 文部省「道徳教育（奉仕等体験学習）研究校」指定
- 1989年10月 - 文部省「道徳教育（奉仕等体験学習）研究校」発表
- 1992年4月 - 県・町教育委員会「特色ある学校体育スポーツ」推進事業（バスケットボール）指定
- 1999年10月 - 県学校図書館研究大会開催
- 2006年3月 - 坂井市設置により坂井市立坂井中学校と改称
- 2012年 - 校舎耐震改修工事終了
- 2014年4月 - 福井県青少年赤十字活動推進校（2年間指定）

## 部活動

### 運動系部活動
- 野球部
- サッカー部
- 男子ソフトテニス部
- 女子ソフトテニス部
- 陸上部
- ソフトボール部
- 男子バスケットボール部
- 女子バスケットボール部
- 女子バレーボール部
- バドミントン部
- 柔道部
- 剣道部

### 文化系部活動
- 吹奏楽部
- 放送部
- 美術部
- 情報部

## 著名な出身者
- 木村恵里子 - バスケットボール選手
- 愛希れいか - 元宝塚歌劇団月組トップ娘役

## 歴代校長
- 長谷川 隆一 - 第18代
- 松浦 佐太雄 - 第19代
- 髙木 嘉紀 - 現校長

## 学校周辺
- 坂井市役所坂井庁舎
- 坂井市立坂井図書館
- 福井県立坂井高等学校
- JR丸岡駅

## アクセス
- JR丸岡駅より徒歩15分